# Garcinia rubro-echinata
Espèce
Synonymes
- Garcinia rubro-echinata[2]
- Garcinia rubroechinata Kosterm., 1977 (préféré par NCBI)[2]

Statut de conservation UICN

 VU B1+2c : Vulnérable
Garcinia rubro-echinata est une espèce de plantes à fleurs de la famille des Clusiaceae.

## Publication originale
- Ceylon Journal of Science, Biological Sciences 12(2): 128. 1977.